# Dendronotus dalli
Dendronotus dalli is een slakkensoort uit de familie van de Dendronotidae. De wetenschappelijke naam van de soort is voor het eerst geldig gepubliceerd in 1879 door Bergh.